# Dietrich Feldhausen
Dietrich Feldhausen (* 1941 in Bad Segeberg) ist ein deutscher Drehbuchautor, Essayist und Übersetzer.

## Leben
Feldhausen legte 1961 das Abitur am Gymnasium Dahlmannschule ab. Nach dem Wehrdienst studierte er, gefördert vom Evangelischen Studienwerk Villigst, Rechtswissenschaft in Kiel, Berlin und Hamburg, ging in die Assekuranz nach Düsseldorf und Zürich, wo er, nachdem er für Carl Jacob Burckhardt über Kardinal Matthäus Schiner gearbeitet hatte, Drehbuchautor von Thomas Koerfer wurde. Er war Dramaturg der Vorabendserie „Forstinspektor Buchholz“ und unterrichtete dann Deutsch als Fremdsprache für Spätaussiedler und Kontingentflüchtlinge in Waldbröl. 2005 zog er nach Angeln in Schleswig-Holstein.

## Werke

### Filme und Fernsehspiele
- Der Tod des Flohzirkusdirektors oder Ottocaro Weiss reformiert seine Firma, 1973, Regie Thomas Koerfer
- Der Gehülfe nach dem gleichnamigen Roman von Robert Walser, 1975, Regie Thomas Koerfer
- Alzire oder der neue Kontinent, 1977, nach Motiven aus Alzire ou les Américains von Voltaire, Regie Thomas Koerfer
- Glut, 1983, Regie Thomas Koerfer
- Das schöne irre Judenmädchen nach den Biographien der Wahnsinnigen von Christian Heinrich Spieß, 1983, Regie: Götz Fischer
- Sprickorna i muren nach dem Roman Wollsachen von Lars Gustafsson, 2003, Regie: Jimmy Carlsson

### Drama
- Kartoffelschalen, Dramatikerpreis vom Bund der Theatergemeinden 1986, Uraufführung am Berliner Schillertheater

### Essays
- Die Insel Ein Beitrag zur literarischen Geographie des Bielersees. In Katharina Kerr: Über Robert Walser, zweiter Band, Frankfurt am Main 1978
- Auf der Suche nach Esther L. In: Lichtenberg-Jahrbuch 1989, herausgegeben von Wolfgang Promies und Ulrich Joost, Saarbrücken 1988

### Übersetzungen
- Jean Jacques Rousseau: Brief an d’Alembert über das Schauspiel. In: Henning Ritter: J.J. Rousseau Schriften, erster Band, München Wien 1978 (erste vollständige Übersetzung ins Deutsche)
- Walter Weideli: Anmerkung des Übersetzers. In: Katharina Kerr: Über Robert Walser, dritter Band, Frankfurt am Main 1979

### Lektorat
- Jacqueline Burckhardt: La mia commedia dell’arte, Zürich 2022

| Personendaten    | Personendaten                                    |
| ---------------- | ------------------------------------------------ |
| NAME             | Feldhausen, Dietrich                             |
| ALTERNATIVNAMEN  | Feldhausen, Dieter                               |
| KURZBESCHREIBUNG | deutscher Drehbuchautor, Essayist und Übersetzer |
| GEBURTSDATUM     | 1941                                             |
| GEBURTSORT       | Bad Segeberg                                     |